# Список объектов всемирного наследия ЮНЕСКО в Ливане
В списке объектов всемирного наследия ЮНЕСКО в Ливане насчитывается 6 наименований (на 2023 год), что составляет 0,5 % от общего числа (1248 на 2025 год).
Все 6 объектов включены в список по культурным критериям. Древний город Баальбек признан шедевром человеческого созидательного гения (критерий i). Международный выставочный центр имени Рашида Карами в Триполи внесён в 2023 году в список всемирного наследия, находящегося под угрозой.
Кроме этого, по состоянию на 2023 год, 9 объектов на территории государства находятся в числе кандидатов на включение в список всемирного наследия.
Ливан ратифицировал Конвенцию об охране всемирного культурного и природного наследия 3 февраля 1983 года. Первые объекты на территории Ливана были занесены в список в 1984 году на 8-й сессии Комитета всемирного наследия ЮНЕСКО.

## Список
Объекты расположены в порядке их добавления в список всемирного наследия. Если объекты добавлены одновременно, то есть на одной сессии Комитета всемирного наследия ЮНЕСКО, то объекты располагаются по номерам.
| # | Изображение | Название                                                                       | Местоположение | Время создания           | Год внесения в список | №    | Критерии    |
| - | ----------- | ------------------------------------------------------------------------------ | -------------- | ------------------------ | --------------------- | ---- | ----------- |
| 1 |             | Древний город Анджар                                                           | Бекаа          | VIII век                 | 1984                  | 293  | iii, iv     |
| 2 |             | Древний город Баальбек                                                         | Бекаа          | 332 до н. э.             | 1984                  | 294  | i, iv       |
| 3 |             | Древний город Библос (Джубейль)                                                | Горный Ливан   | 4-е тысячелетие до н. э. | 1984                  | 295  | iii, iv, vi |
| 4 |             | Древний город Тир (Сур)                                                        | Южный Ливан    | 2750 год до н. э.        | 1984                  | 299  | iii, vi     |
| 5 |             | Священная долина (Уади-Кадиша) и Божественная Кедровая Роща (Хорш-Арз-эль-Раб) | Северный Ливан | —                        | 1998                  | 850  | iii, iv     |
| 6 |             | Международный выставочный центр имени Рашида Карами в Триполи                  | Северный Ливан | 1962—1975                | 2023                  | 1702 | ii, iv      |

## Предварительный список
В таблице объекты расположены в порядке их добавления в предварительный список. В данном списке указаны объекты, предложенные правительством Ливана в качестве кандидатов на занесение в список всемирного наследия.
| # | Изображение | Название                                                                                  | Местоположение | Время создания   | Год внесения в список | №   | Критерии |
| - | ----------- | ----------------------------------------------------------------------------------------- | -------------- | ---------------- | --------------------- | --- | -------- |
| 1 |             | Исторический центр Сайды                                                                  | Южный Ливан    |                  | 1996                  | 398 | iv       |
| 2 |             | Исторический центр Батруна                                                                | Северный Ливан | XIV век до н. э. | 1996                  | 400 | iv       |
| 3 |             | Храм Эшмуна                                                                               | Южный Ливан    | VII век до н. э. | 1996                  | 401 | iv       |
| 4 |             | Комплекс природных и культурных объектов в долине реки Эль-Аси                            | Бекаа          |                  | 1996                  | 403 | iv       |
| 5 |             | Долина реки Нар-Ибрагим с расположенными в ней культурными и археологическими объектами   | Горный Ливан   |                  | 1996                  | 404 | iv       |
| 6 |             | Долина реки Нар-эль-Кальб с расположенными в ней культурными и археологическими объектами | Горный Ливан   |                  | 1996                  | 405 | iv       |
| 7 |             | Природный регион Шуф с расположенными в нём культурными и археологическими объектами      | Горный Ливан   |                  | 1996                  | 406 | iv       |
| 8 |             | Природный парк Пальмовые острова                                                          | Северный Ливан |                  | 1996                  | 407 |          |